# Médico de espuela
El médico de espuela, en los siglos XVII, XVIII y XIX de España, era un médico que iba a caballo o mula para servir a distintos pueblos de una región rural.
Alejandro San Martín y Satrústegui (1847-1908) ejerció como médico de espuela en la Navarra rural antes de ostentar la cátedra de Terapéutica General en la Universidad de Cádiz en 1874.
A finales del siglo XIX, el término fue usado como seudónimo por el médico y periodista José Garcés para sus artículos en la revista La Asociación (1883-1891), la primera revista científica publicada en la provincia de Teruel.